# Семёнов, Валериан Владимирович
Валериан Владимирович Семёнов (1875 — 1928) — полковник лейб-гвардии 4-го стрелкового полка, герой Первой мировой войны. Участник Белого движения, генерал-майор.

## Биография
Старший брат Иосиф (1870—1942) — также офицер, георгиевский кавалер.
Окончил 1-й кадетский корпус (1893) и 1-е военное Павловское училище (1895), откуда выпущен был подпоручиком в 5-й стрелковый полк. Позднее был переведен в лейб-гвардии Резервный пехотный полк.
Произведен в поручики 6 декабря 1899 года, в штабс-капитаны — 6 декабря 1903 года. 5 мая 1910 года переведен в лейб-гвардии 4-й стрелковый Императорской фамилии батальон, в том же году развернутый в полк. Произведен в капитаны 26 сентября 1910 года.
В Первую мировую войну вступил в рядах стрелков Императорской фамилии. Произведен в полковники 22 марта 1915 года на вакансию. 10 июня 1915 года переведен в 42-й пехотный Якутский полк. Пожалован Георгиевским оружием
За то, что 30 сентября 1915 года в бою у д. Гайворонка, состоя в рядах 42-го пехотного Якутского полка и командуя двумя батальонами этого полка, атаковал во фланг противника и решительным ударом сбил его с занятой позиции, причем захватил высоту 369.
3 апреля 1916 года назначен командиром 10-го Заамурского пограничного пехотного полка. На 31 декабря 1916 года — в той же должности.
С началом Гражданской войны генерал-майор Семёнов вступил в отряд полковника Дроздовского, формировавшийся на Румынском фронте. Участвовал в походе Яссы — Дон в должности командира сводно-стрелкового полка. Убыл из полка в конце апреля 1918 года, затем заведовал вербовочным бюро Добровольческой армии в Харькове. В июле 1918 года был назначен начальником 1-й дивизии Южной армии, состоял воронежским генерал-губернатором, позднее — в белых войсках Восточного фронта. Участвовал в Сибирском Ледяном походе. В 1920 году — генерал для поручений при штабе Дальневосточной армии, в 1921—1922 годах — комендант Владивостока.
В эмиграции в Харбине, служил в управлении железнодорожной полиции. Умер в 1928 году. Похоронен на Новом кладбище.

## Семья
Первым браком (с 04.10.1898) был женат на дочери контр-адмирала П. А. Киткина Марии Павловне (12.06.1873—1919), сестре Александра и Петра Павловичей Киткиных. Их дети: Евгения (02.09.1899—20.12.1900) и Зинаида (22.03.1905—18.01.1916). Брак расторгнут 4/5.06.1910 по распоряжению Санкт-Петербургской епархии.
Вторая жена (с 30.07.1914) — дочь генерал-лейтенанта, потомственная дворянка Ольга Владимировна Романова (1884—?).

## Награды
- Орден Святого Станислава 3-й ст. (ВП 6.12.1910)
- Орден Святого Владимира 4-й ст. с мечами и бантом (ВП 26.11.1914)
- Орден Святой Анны 3-й ст. с мечами и бантом (ВП 26.11.1914)
- Орден Святой Анны 4-й ст. с надписью «за храбрость» (ВП 26.11.1914)
- Орден Святого Станислава 2-й ст. с мечами (ВП 3.03.1915)
- Орден Святой Анны 2-й ст. с мечами (ВП 3.03.1915)
- Орден Святого Владимира 3-й ст. с мечами (ВП 6.07.1916)
- Георгиевское оружие (ВП 31.12.1916)